# Air Tanzania
Air Tanzania is een Tanzaniaanse luchtvaartmaatschappij met haar thuisbasis in Dar es Salaam.

## Geschiedenis
Air Tanzania is opgericht in 1977 na het uiteenvallen van East African Airways Corporation.In 1998 werd de maatschappij geprivatiseerd om te fuseren met Alliance Air. Na mislukking van de fusie bleef Air Tanzania volledig in handen van de staat.
In 2002 nam South African Airways een aandeel van 49% wat in 2006 weer werd verkocht aan de Tanzaniaanse overheid voor een symbolisch bedrag van 1 dollar.
Sinds 2016 is er een grote reorganisatie aan de gang. sindsdien zijn er nieuwe toestellen aan de vloot toegevoegd waaronder een fabrieksnieuwe Boeing 787-8. In november 2018 wordt er een 2e verwacht. Er zullen ook 2 Airbus A220 in de vloot komen.

## Diensten
Air Tanzania voert lijnvluchten uit naar:(juli 2007)
Binnenland:
- Dar es Salaam, Kilimanjaro, Mtwara, Mwanza, Zanzibar.

Buitenland:
- Entebbe, Johannesburg, Moroni.

## Vloot
De vloot van Air Tanzania bestaat uit: (December 2018)
- 1 Airbus A220-300 (1 in bestelling)
- 1 Boeing 787-8 (1 in bestelling)
- 1 Bombardier Q300
- 3 Bombardier Q400